# Comuna Șabelnîkî, Mîkolaiivka
Șabelnîkî (în ucraineană Шабельники) este o comună în raionul Mîkolaiivka, regiunea Odesa, Ucraina, formată din satele Biriukove, Jukove, Nova Hrîhorivka și Șabelnîkî (reședința).

## Demografie
Componența lingvistică a comunei Șabelnîkî
     Ucraineană (89,9%)
     Română (8,42%)
     Rusă (1,26%)
     Alte limbi (0,42%)
Conform recensământului din 2001, majoritatea populației comunei Șabelnîkî era vorbitoare de ucraineană (89,9%), existând în minoritate și vorbitori de română (8,42%) și rusă (1,26%).